# Алабинская (станция метро)
«Ала́бинская» — конечная 10-я станция Самарского метрополитена, расположенная на первой линии между действующей станцией «Российская» и строящейся «Театральной». Открыта 26 декабря 2014 года, для пассажиров — 1 февраля 2015 года. Находится под пересечением улиц Ново-Садовой и Осипенко. Названа в честь самарского городского головы, общественного деятеля и краеведа Петра Владимировича Алабина (1824−1896). 25 мая 2023 года со станции снят статус объекта гражданской обороны.

## История

### Название
Станция «Алабинская» в проектной документации от 1980 года носила название «Октябрьская».

### Строительство
21 февраля 2007 года была начата проходка левого тоннеля от станции «Российская» при помощи проходческого щита «Сююмбике» из Казани фирмы Lovat. 9 августа 2007 года проходческий щит вышел в демонтажную камеру у дома по адресу ул. Ново-Садовая 22, рядом с пересечением улицы Осипенко. Тем самым было пройдено 650 метров и прорыт левый перегон от станции «Российская» до будущей станции «Алабинская».
5 февраля 2008 года была начата проходка правого тоннеля общей длиной 660 метров. 21 мая было начато строительство станции. 19 августа 2008 года была завершена проходка правого тоннеля до станции. Осенью 2008 года была огорожена вторая строительная площадка.
В августе 2009 года впервые был поднят вопрос о возможной консервации стройки, также был сокращен бюджет. Шли работы по заливке плиты перекрытия вестибюля № 2 и засыпке готовой части станции. В конце августа из-за капитального ремонта Волжского проспекта было принято решение открыть для проезда автотранспорта участок Ново-Садовой от перекрёстка с Осипенко до Невской улицы (вторая площадка). Часть специалистов «ВТС-М» была задействована в восстановительных работах на Саяно-Шушенской ГЭС и на строительстве Загорской ГАЭС-2. Все строительные работы на станции были приостановлены, за исключением разработки торца котлована.
В сентябре 2009 года был инициирован процесс передачи строящейся станции на баланс города. Было открыто автомобильное движение на участке Ново-Садовой от Осипенко до Невской, а также пересмотрен и уменьшен бюджет на 2010 год с 1 млрд до 200 млн рублей. Планы предполагали консервацию простроенных конструкций станции. На поддержание и обслуживание самой станции планировалось выделять по 100 миллионов рублей в год с возобновлением работ в 2012 году. Открытие станции было перенесено на 2016 год. В середине сентября поступили оплаченное ранее оборудование: тоннельные затворы и ВОМДы (Вентиляторы для вентиляции тоннелей и станций метрополитенов). За счёт федерального бюджета планировалось открыть сквозное движение по Ново-Садовой в 2010 году. В конце сентября разработка котлована подошла к концу.
С мая 2010 года работы на первой площадке были закончены, котлован засыпан, а также сделаны два выхода по двум сторонам Ново-Садовой улицы. Работы были перенесены на другую сторону от улицы Осипенко, на вторую площадку, где планировалось достроить вторую часть станции общей длиной в 40—45 метров. Работы требовали вложения 500—600 млн рублей.
В октябре 2011 года на недостроенной станции велись съёмки фильма-катастрофы «Метро» режиссёра Антона Мегердичева. Из-за холода, сырости и обилия бетонной пыли в воздухе съёмки проходили в сложных для кинематографистов условиях.
3 апреля 2012 года была начата проходка левого перегонного тоннеля от станции Алабинской до камеры съездов, расположенной под площадью Сельского Хозяйства. 2 августа 2013 года работы были завершены. 
Сроки открытия станции менялись в зависимости от текущей ситуации с финансированием. Изначально, после запуска в эксплуатацию в 2007 году станции «Российская» предполагалось открытие «Алабинской» в 2009 году, однако из-за кризиса и существенного сокращения финансирования сроки открытия станции «Алабинская» были перенесены на 2016 год. Позже было заявлено об открытии в 2015 году.
Из за отсутствия финансирования остановилась достройка станции «Алабинской» до полноценного состояния, второго пути.
На август 2017 года было запланировано завершение строительства камеры съезда и пуск полноценного движения с оборотом поездов в тупиках.
Открытие второго выхода станции было запланировано на май 2018 года.
Компания «Волгатрансстрой-Метро» завершила проходку правого перегонного тоннеля метро от действующей станции «Алабинская» до камеры съезда, строящейся под Ново-Садовой улицей. Оборотный тупик и камера съезда обеспечивает оборот поездов за станцией «Алабинская»,позволяет сократить интервал движения поездов и ввести в постоянную эксплуатацию второй путь на станциях метро «Алабинская» и «Российская».
Для завершения станции нужно ещё 800 млн рублей.
Закончить строительство планировалось до 2023 года.
На 2023 год поезда на участке «Алабинская» — «Московская» следуют по однопутной схеме, из-за чего на линии технически невозможны интервалы менее 9 минут. Оборот составов производится прямо по 1 станционному пути станции «Алабинская», оборотные тупики и съезды отсутствуют.

### Открытие
В начале декабря 2014 года, от «Российской» к «Алабинской» прошёл пробный поезд. 26 декабря 2014 года произошло торжественное открытие станции, на котором присутствовал губернатор Самарской области Николай Меркушкин, на станцию прибыл первый поезд с пассажирами. Работники регионального правительства лично протестировали станцию перед тем, как открыть её для горожан. 31 января 2015 года, происходила «горячая» обкатка вновь построенного участка. Поезда следовали обычным порядком до станции «Российская», далее следовали на станцию «Алабинская» без пассажиров и обратно. Для пассажиров станция стала доступна 1 февраля 2015 года.
1 июня 2023 был открыт второй вестибюль и ещё два лестничных схода.

## Привязка общественного транспорта

### Автобус
| №  | Пересадки   | Конечный пункт 1 | Конечный пункт 2       |
| -- | ----------- | ---------------- | ---------------------- |
| 2  | Гагаринская | Улица Высоцкого  | А/С «АВРОРА»           |
| 11 |             | Губернский рынок | Октябрьская набережная |
| 23 |             | Микрорайон 15А   | Улица Высоцкого        |
| 47 | Кировская   | Хлебная площадь  | Кировский рынок        |
| 50 |             | Улица Спортивная | пос. Красная Глинка    |

### Трамвай
| №   | Пересадки         | Конечный пункт 1      | Конечный пункт 2                              |
| --- | ----------------- | --------------------- | --------------------------------------------- |
| 4   | Российская Победа | Постников овраг       | кольцевой                                     |
| 5   | Российская        | Хлебная площадь       | Барбошина поляна                              |
| 18  | Российская        | Постников овраг       | А/С «АВРОРА»                                  |
| 20  | Российская        | Улица Чапаевская      | Северное трамвайное депо                      |
| 20к | Российская        | Улица Красноармейская | Северное трамвайное депо                      |
| 22  | Российская        | Улица Красноармейская | 15-й микрорайон                               |
| 23  | Российская Победа | Постников овраг       | кольцевой (в противоположном направлении к 4) |

- Маршрутное такси:
  - № 92 «Ул. Бакинская — Ул. Арцыбушевская»
  - № 297 «Причал № 6 — АТП ЗАО „Агро-Авто“»

## Расположенные у метро объекты
- Самарская областная универсальная научная библиотека
- Здание Администрации Октябрьского района
- Стела «Ладья»
- Самарская набережная
- Площадь героев 21-й армии

## Архитектура и оформление
В оформлении «Алабинской» используется светлый мрамор в сочетании с тёмно-бордовым гранитом. Шестигранные колонны украшены коваными светильниками в стиле фонарей XIX века. Монолитный белый потолок, по замыслу архитекторов, отражает свет фонарей и распределяет его по всему помещению.

## Путевое развитие
За станцией расположены оборотные тупики. В 2013 году была завершена прокладка туннеля (по первому пути) в сторону Полевой улицы для ночного отстоя.
24 декабря 2014 начата проходка ППТ к оборотным тупикам.
За небольшим ограждением на станции, на втором пути, смотря в задний тоннель, можно заметить мотодрезину, оставленную там ещё когда строили станцию и тоннель.

## Схема станции
| 1 путь    | → к станции «Российская» →            |
| платформа |                                       |
| 2 путь    | → Посадки нет, проход закрыт навесом. |

## В культуре
В период строительства станция служила локацией съёмок фильма-катастрофы «Метро».

## Фотографии

Фотография с места строительства станции, 2008 год
Проект станции «Алабинская»
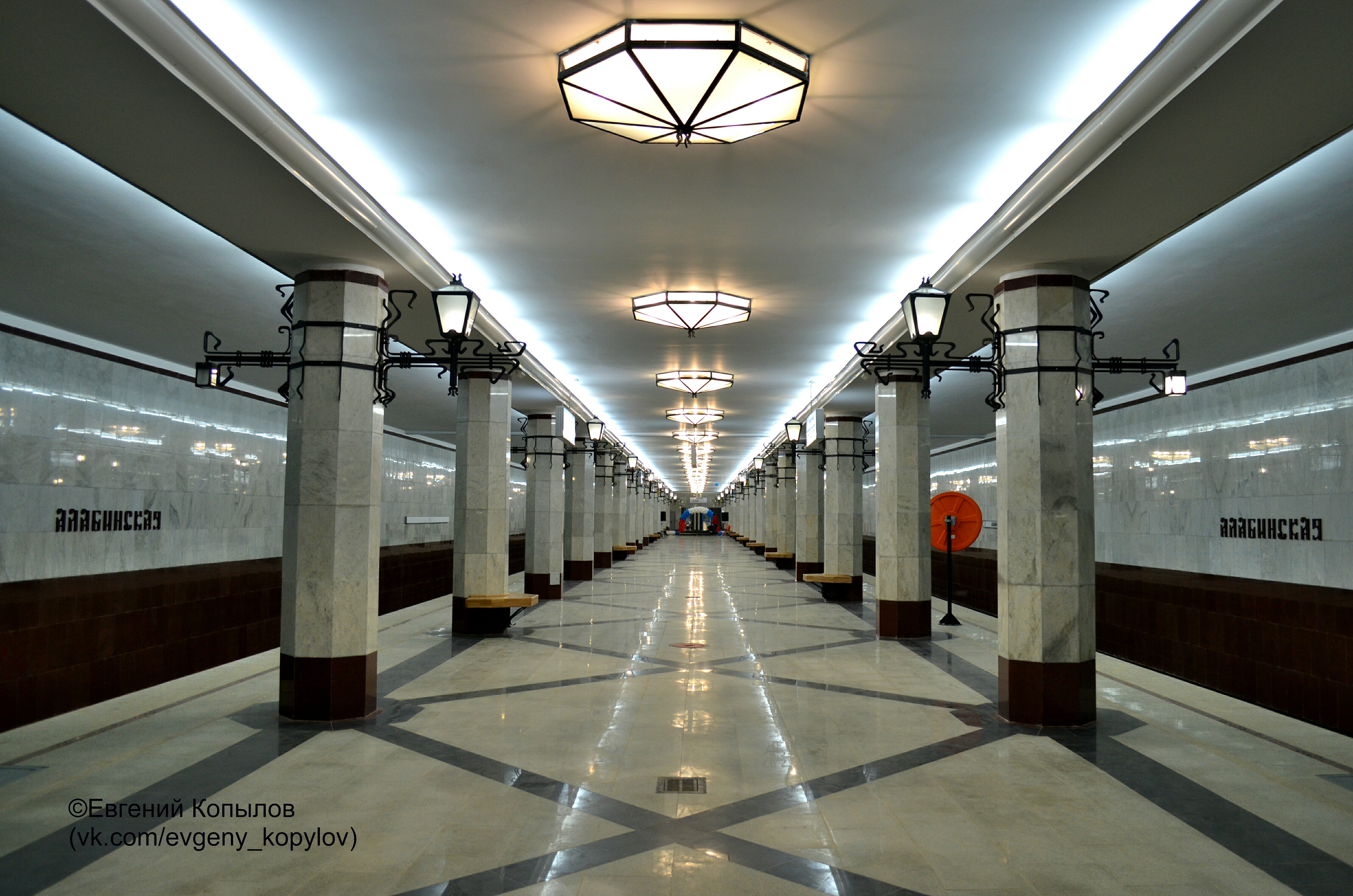
«Алабинская» в день открытия, 26 декабря 2014
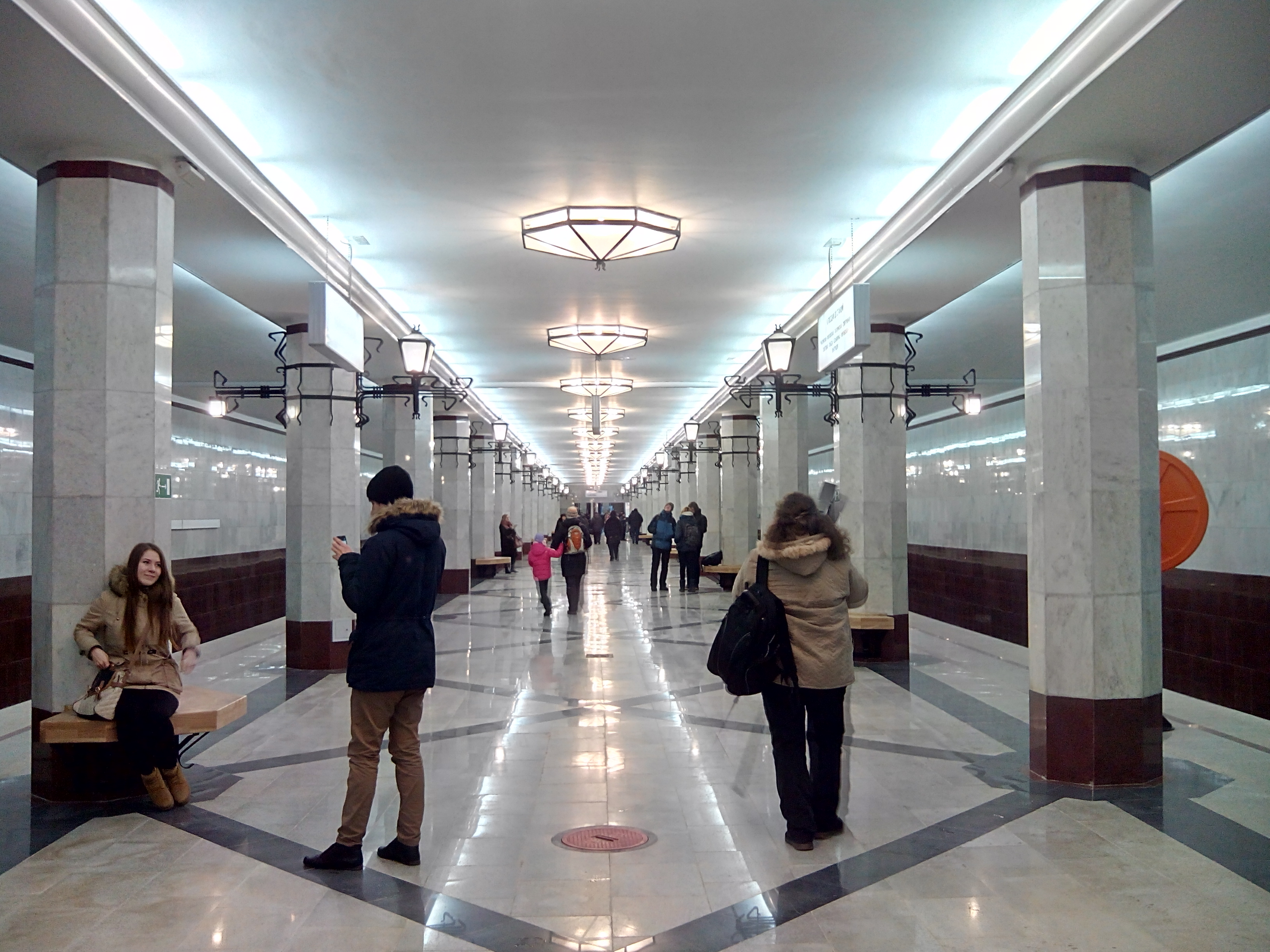
«Алабинская», 1 февраля 2015
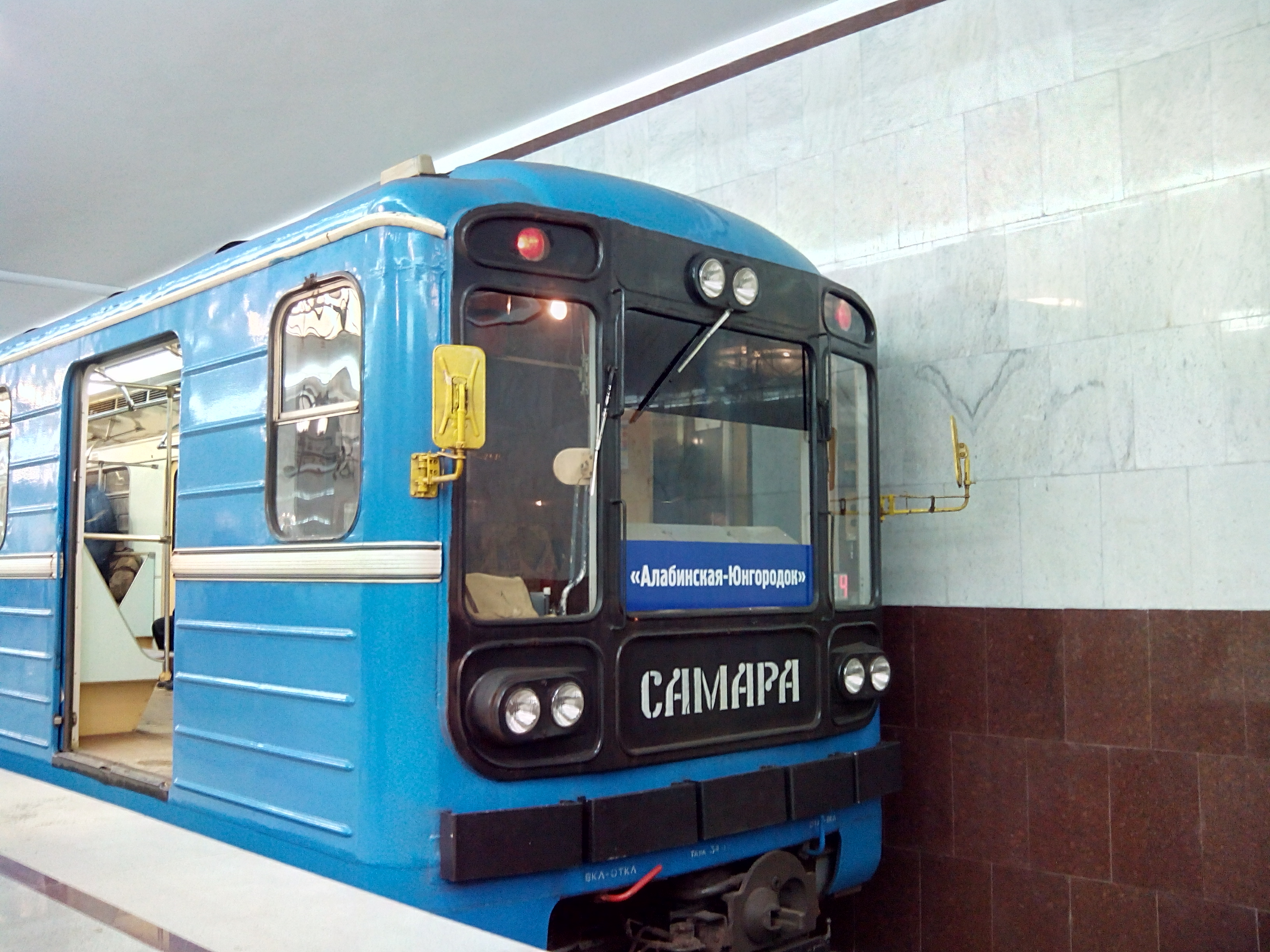
Поезд на посадочной платформе
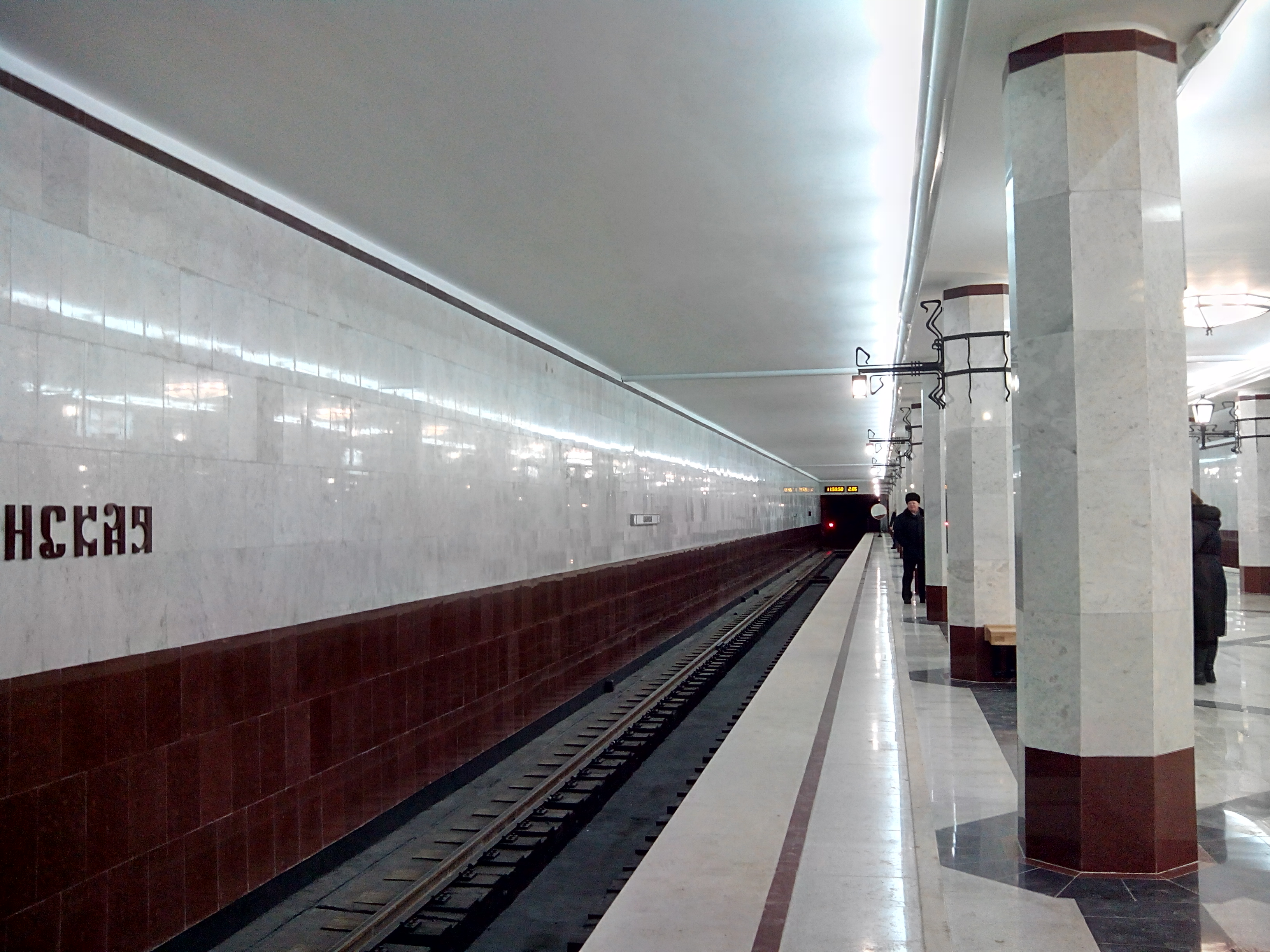
Посадочная платформа
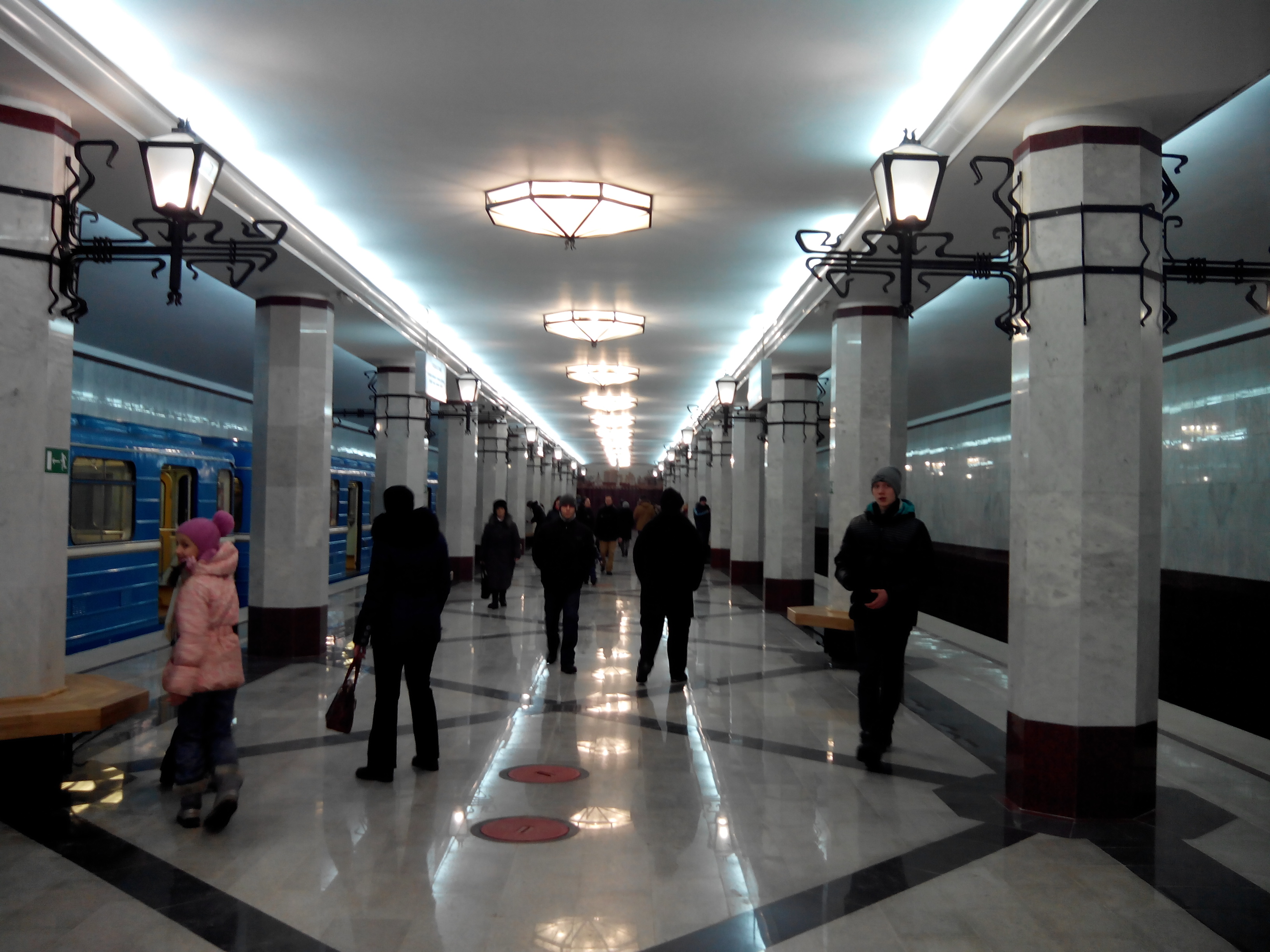
Станционный зал
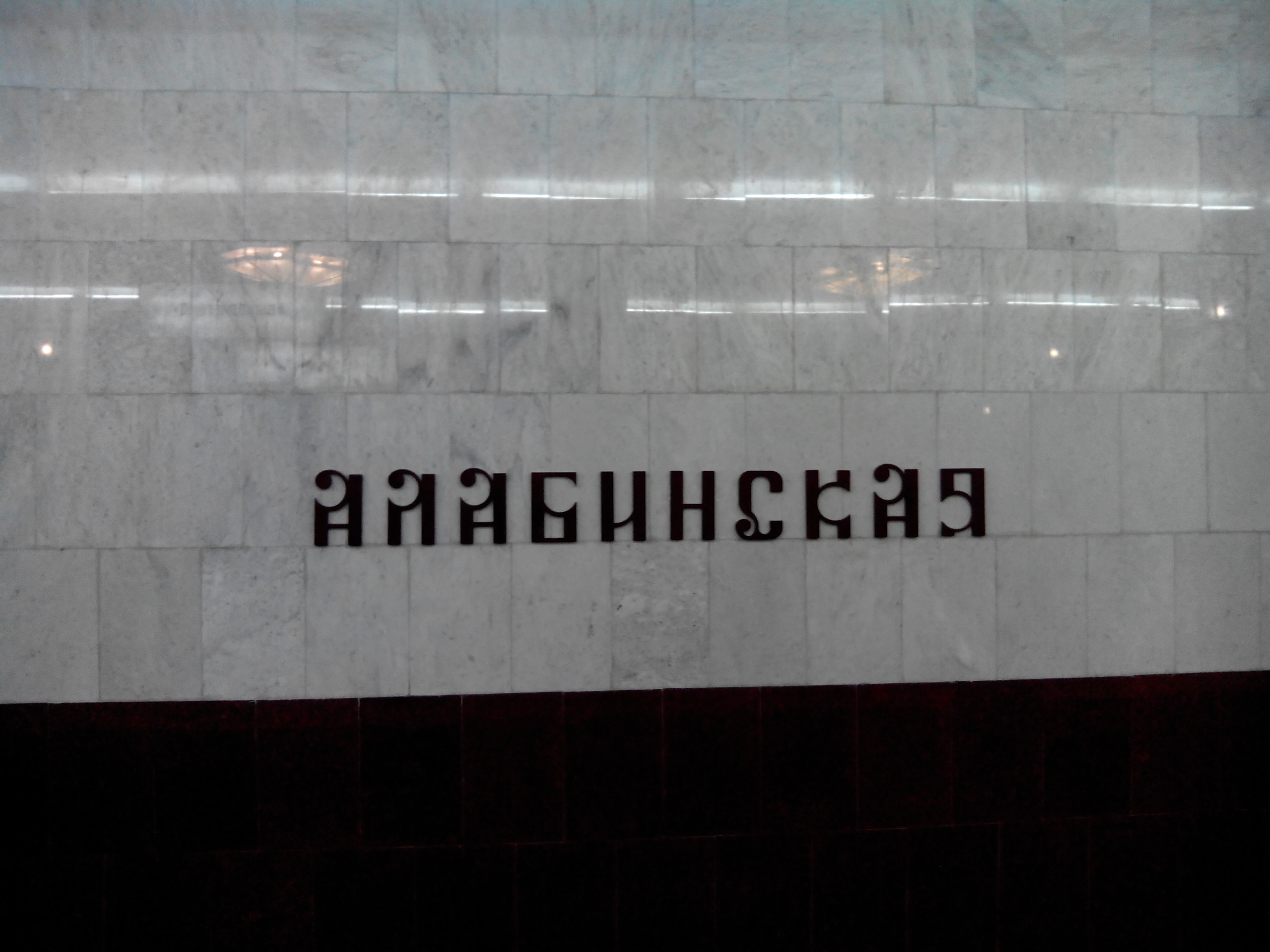
Путевая стена
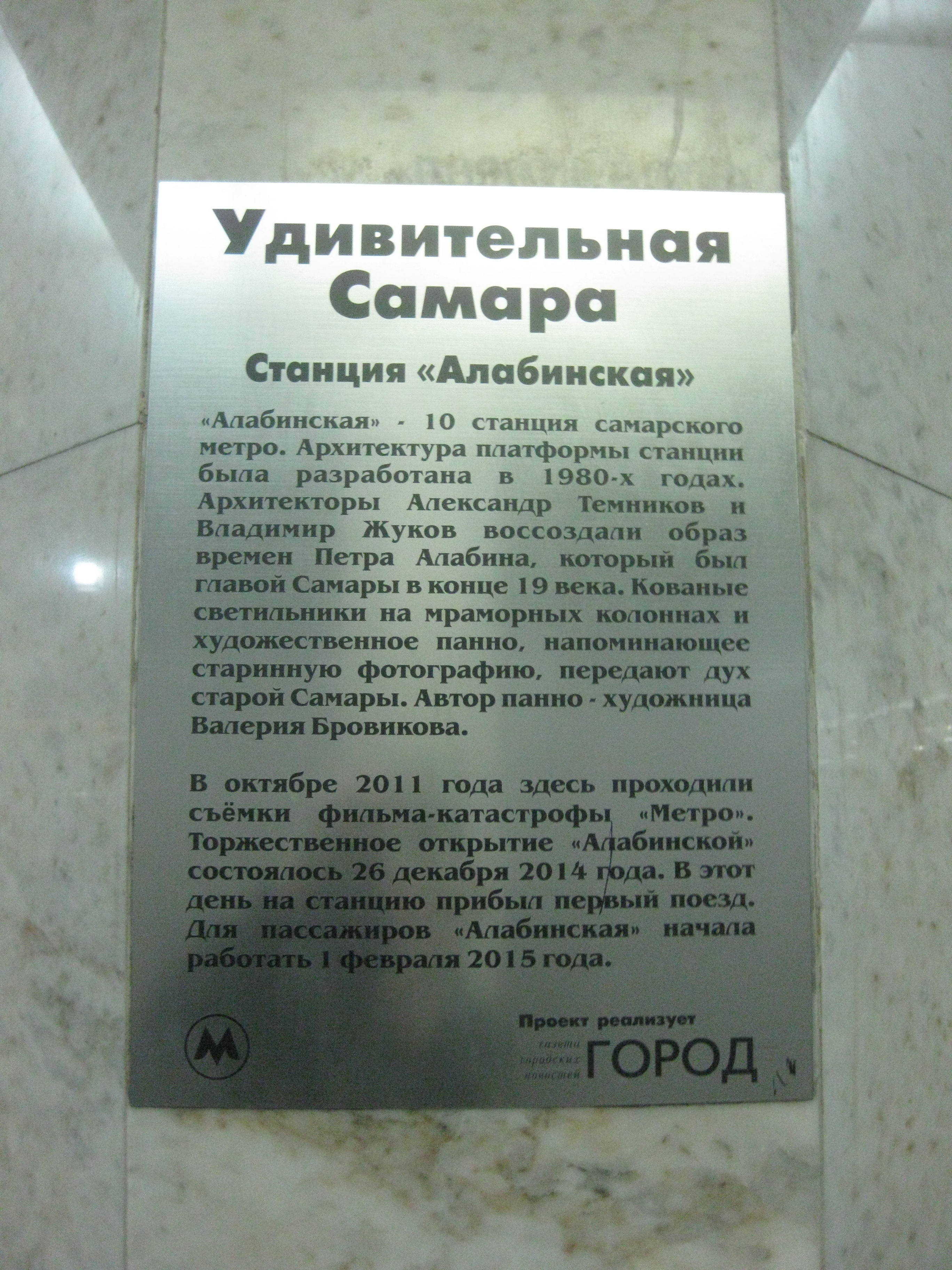
Табличка с информацией
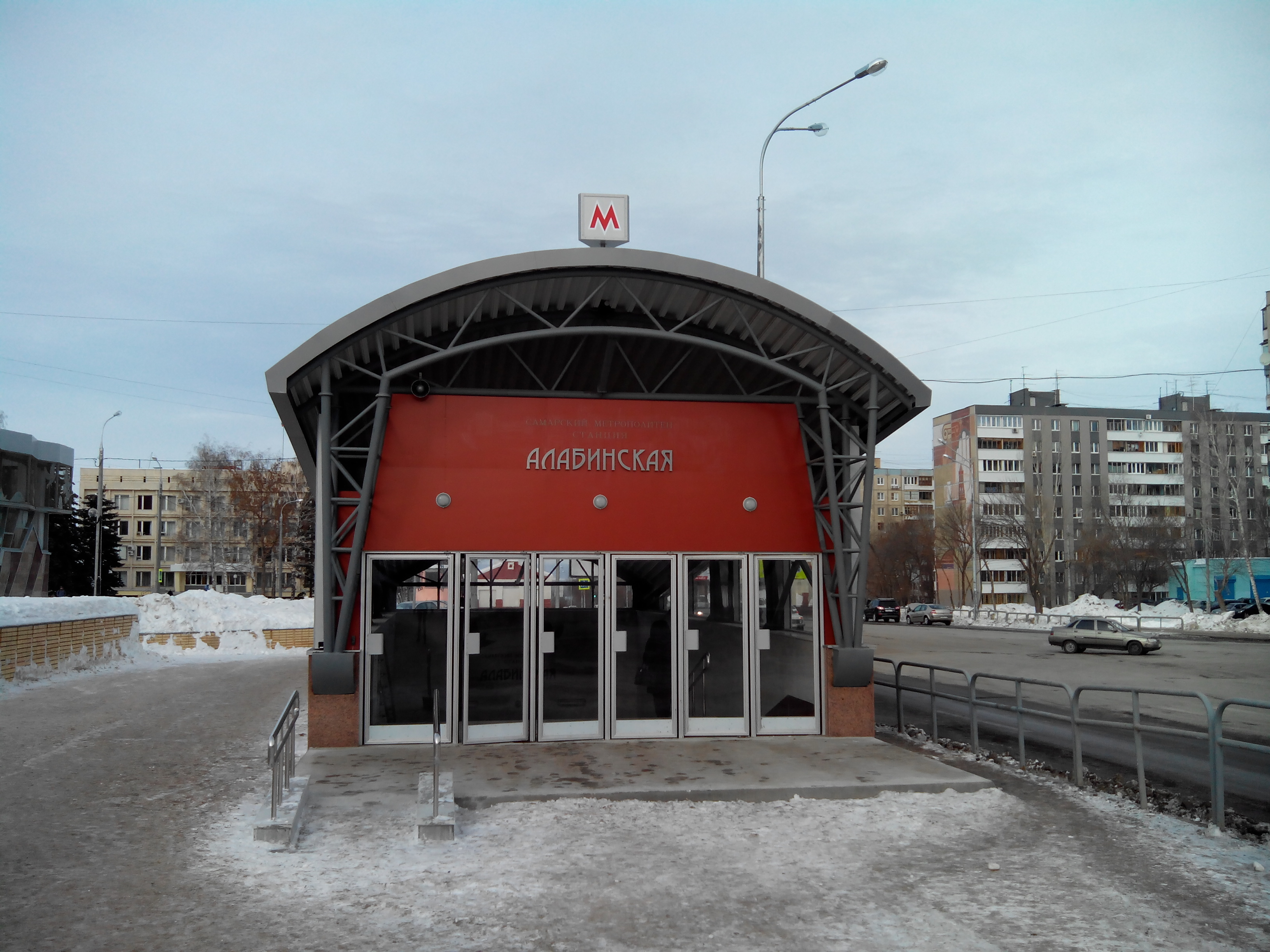
Вестибюль станции
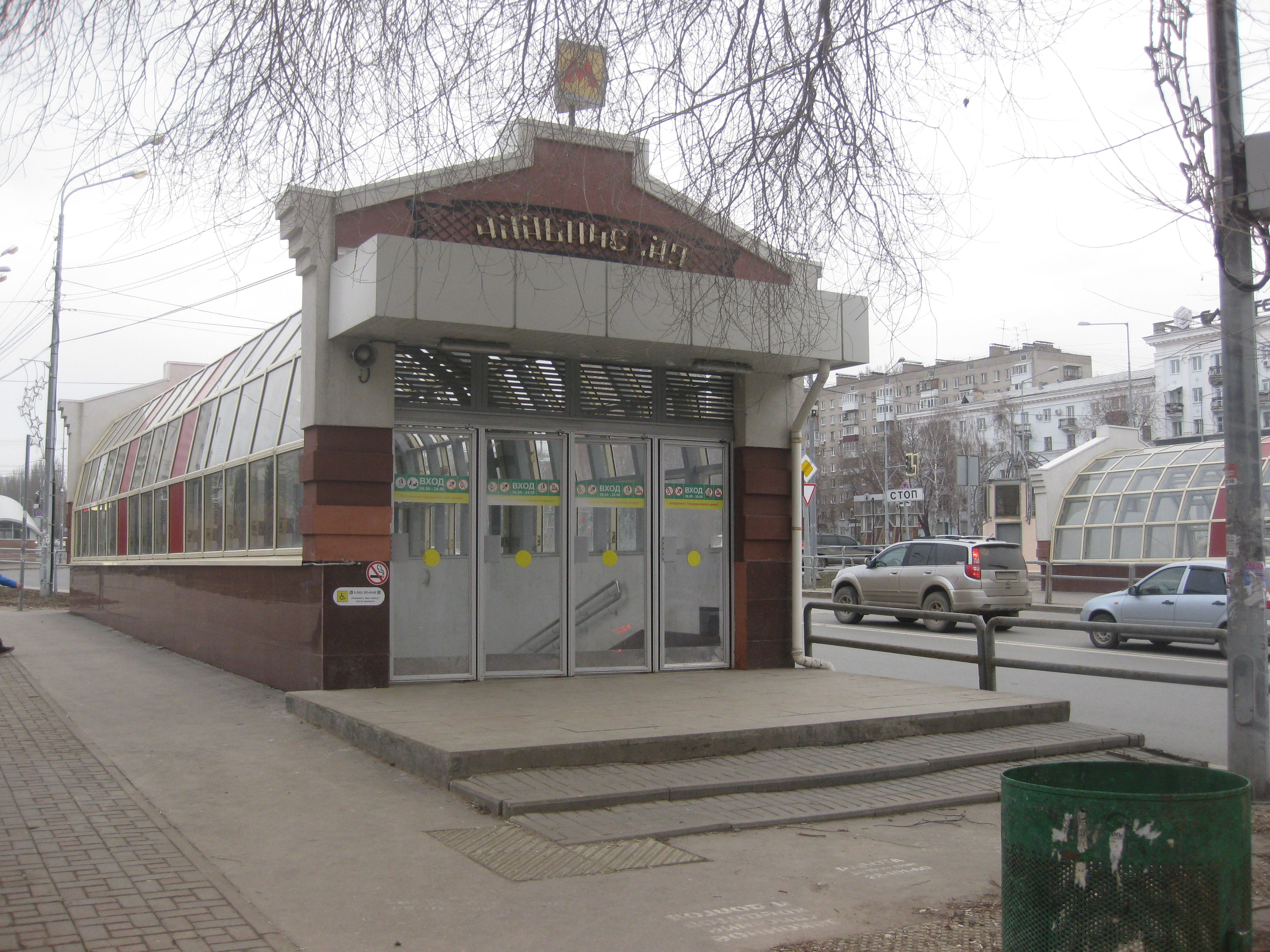
То же
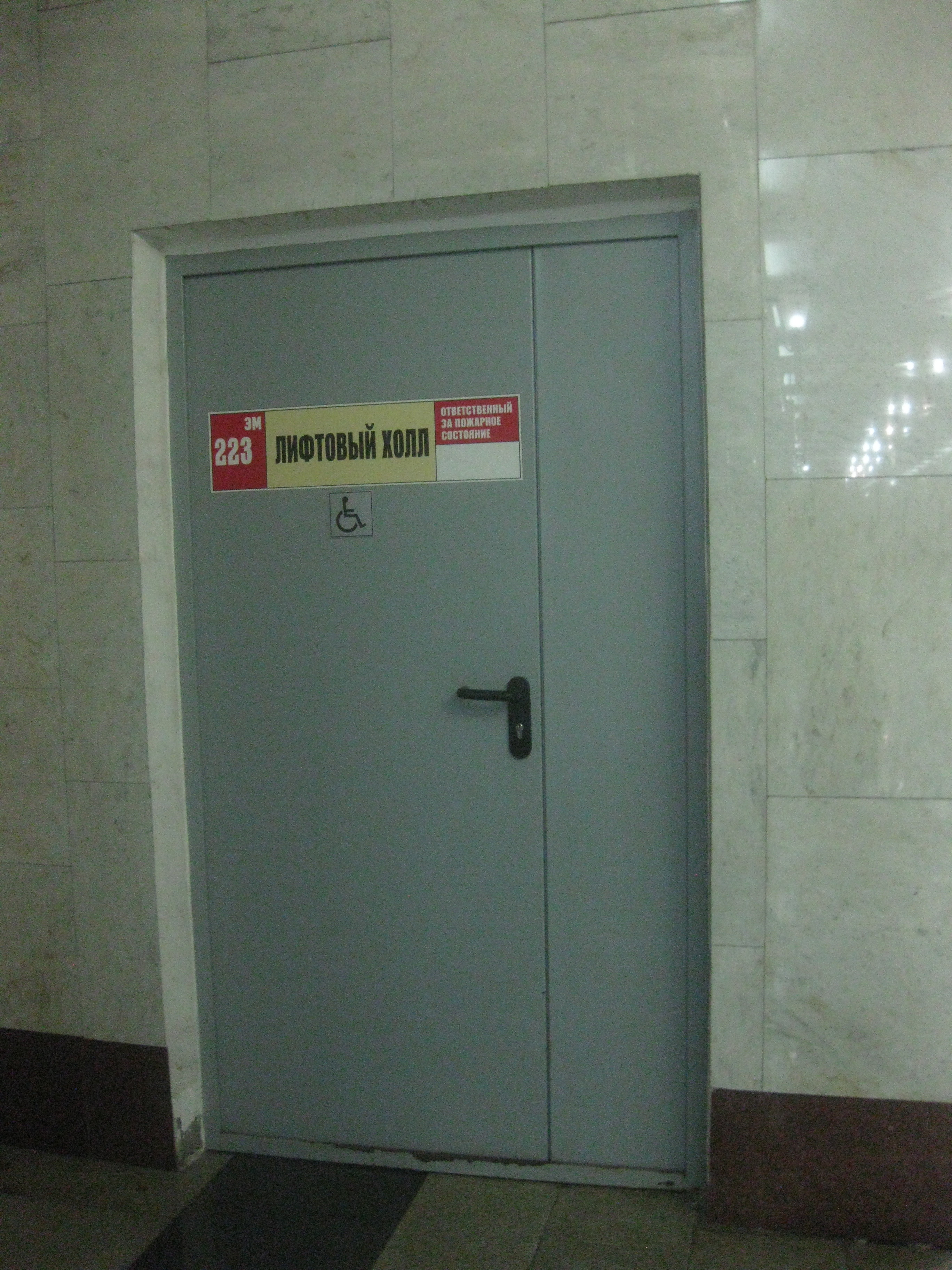
Лифт для маломобильных граждан